# Findhorn
Findhorn is een klein plaatsje aan de Schotse oostkust in het bestuurlijke gebied Moray, gelegen 5 km ten noordwesten van Kinloss en via de weg op 9 km afstand van Forres. Het ligt aan de oostkust van Findhorn Bay. 

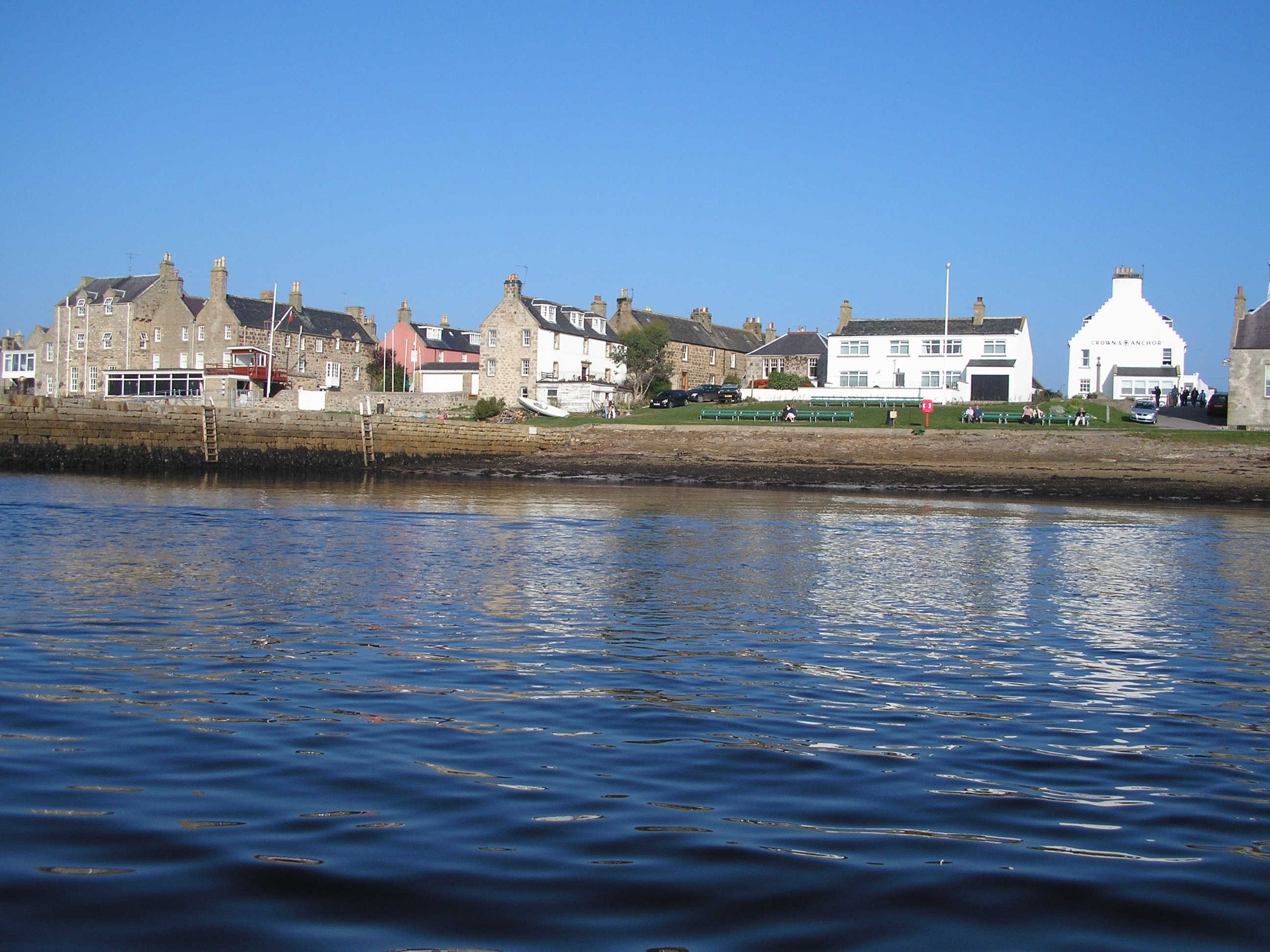
Findhorn

## Newage-leefgemeenschap
Het bekendst is de plaats door de Findhorn Foundation, een newage-leefgemeenschap, die er zich in 1962 vestigde onder de leiding van Peter Caddy, Eileen Caddy en Dorothy Maclean. De grondleggers wilden op een 'spirituele' en biologisch verantwoorde wijze omgaan met het land. In samenwerking met 'natuurgeesten' wisten ze de grond om te vormen tot een zeer vruchtbare tuin die verbazingwekkende resultaten gaf. Al snel werden er allerlei workshops op spirituele leest geschoeid gegeven. Tegenwoordig is dit, naast de tuin, nog steeds de grootste activiteit.